# 安田善次郎
初代 安田 善次郎（やすだ ぜんじろう、天保9年10月9日〈1838年11月25日〉 - 大正10年〈1921年〉9月28日）は、日本の実業家。茶人。幼名は岩次郎。号は松翁。安田財閥の祖。

## 生涯
富山藩下級武士（足軽）の安田善悦の子として生まれる。安田家は善悦の代に士分の株を買った半農半士であった。
1858年（安政5年）、奉公人として江戸に出る。最初は玩具屋に、ついで鰹節屋兼両替商に勤めた。25歳で独立し、乾物と両替を商う安田商店を開業した。やがて安田銀行（後の富士銀行。現在のみずほフィナンシャルグループ）を設立し、その後には損保会社（現在の損害保険ジャパン）、生保会社（現在の明治安田生命保険）、東京建物等を次々と設立した。
1870年代には、北海道で最初の私鉄である釧路鉄道（本社 安田銀行本店）を敷設し、硫黄鉱山開発や硫黄の輸送および加工のための蒸気機関の燃料調達を目的として、釧路炭田（後の太平洋興発の前身）を開発した。北米への硫黄輸出のために、それまで小さな漁港に過ぎなかった釧路港を特別輸出港に指定させた。現在のみずほ銀行釧路支店の礎となる根室銀行を設立し、魚場集落だった釧路は道東最大の都市へと急激に発展した。このように、金融財閥家の基礎は釧路の硫黄鉱山経営と輸出で築かれたといわれている。
善次郎は自分の天職を金融業と定め、私的に事業を営むことを自ら戒めたが同郷だった浅野総一郎（浅野財閥の祖）の事業を支援するなど、事業の育成を惜しむことはなかった（現在の鶴見線である鶴見臨港鉄道の安善駅は善次郎の名前に因み、浅野が命名した）。また、善次郎は日本電気鉄道や帝国ホテルの設立発起人、東京電燈会社や南満洲鉄道への参画、日銀の監事などこの時代の国家運営にも深く関わった。
善次郎は金融業だけでなく、安田商店として不動産売買も行っており、東京においては不動産取引に通じた実業家でもあった。最初に不動産を投資のために買い付けたのは1872年7月、元四日市町（現在の日本橋1丁目7番）で数百坪の面積であった。以後、翌年の1872年にかけて、日本橋の小網町、南茅場町、瀬戸物町、神田の美土代町、隅田川の対岸の深川の佐賀町、小松町等の土地を買い付けている。これらは安田商店の店舗用や自身の住居用のほか投資用であった。
善次郎の事業の主体は1880年以降は安田商店から安田銀行に移った。しかし、銀行は金融以外の業務を営むことを禁止されていたこともあり、不動産業務は安田商店でも行っていたが、当時は有力者から善次郎に物件の扱いを依頼されることが多く、安田銀行が取引に応じていた。この状況は善次郎が1896年に東京建物を創業する頃まで続いた。
1876年（明治9年）第三国立銀行初代頭取に就任。1878年（明治11年）には東京府会議員に選出された。1889年（明治22年）には神田区から東京市会議員に選出。1921年（大正10年）、善次郎は釧路地方開発の功績で釧路区（現釧路市）から表彰された。また、東京市に慈善事業費として300万円を寄附したほか、東京帝国大学に講堂建築費として100万円を寄附した。1902年（明治35年）、1909年（明治42年）には早稲田大学にも寄附し学苑最初の校賓に推された。

### 刺殺
1921年（大正10年）9月27日、神奈川県中郡大磯町にある別邸・寿楽庵に「弁護士・風間力衛」と名乗る男が現れ、労働ホテル建設について談合したいと申し入れたが、善次郎はこの面会を断った。風間力衛は実在の人物ではあるが、神州義団団長を名乗る朝日平吾が詐称したものであり、風間本人は事件と何の関係もなかった。
翌日、再度善次郎のもとを訪れた朝日は門前で4時間ほどねばったところ、面会が許された。午前9時20分ごろ、善次郎は別邸の十二畳の応接間で朝日から短刀で切り付けられ、逃げようとしたが廊下から庭先に転落したところを咽頭部に止めを刺されて死亡した。享年82歳。その後、朝日は応接間に戻り、所持していた短刀と西洋刀で咽喉を突いて自殺した。
朝日による斬奸状には、「奸富安田善次郎巨富ヲ作スト雖モ富豪ノ責任ヲ果サズ。国家社会ヲ無視シ、貪欲卑吝ニシテ民衆ノ怨府タルヤ久シ、予其ノ頑迷ヲ愍ミ仏心慈言ヲ以テ訓フルト雖モ改悟セズ。由テ天誅ヲ加ヘ世ノ警メト為ス」（現代語訳：悪徳豪商の安田善次郎は巨万の富を築いたがその富豪としての責任を果たしていない。国家社会を無視し、貪欲にして卑しくケチで長らく民衆の恨みを集めている。私はその頑なさを哀れみ仏心と慈しみの言葉で諭そうとしたが悔い改めることはなかった。そのため天誅を加えて世の戒めとする）と記されていた。
戒名は正徳院釈善貞楪山大居士。この事件の約1か月後に起きた原敬暗殺事件は、この朝日による事件に刺激を受けたものといわれる。

### 死後
東京大学の安田講堂や、日比谷公会堂、千代田区立麹町中学校校地は善次郎の寄贈によるものであるが、「名声を得るために寄付をするのではなく、陰徳でなくてはならない」として匿名で寄付を行っていたため、生前はこれらの寄付が行われたことは世間に知られてはいなかった。東京大学の講堂は死後に善次郎を偲び、一般に安田講堂と呼ばれるようになる。
富山市愛宕町にある安田公園（安田記念公園）は安田家の家屋があったところを整備された公園であり、東隣には住居表示実施に伴う町名変更で誕生した安田町がある。旧安田庭園は、善次郎が所有していたためその名を残している。遺志を受けて東京市に寄付され一般公開された。現在は墨田区が管理している。明治12（1879）年に購入した田安徳川家邸宅は肥前平戸藩主松浦侯の隠居所、上総一宮藩主加納侯邸の敷地に造った接客用の別邸（深秀園）は同愛記念病院と安田学園になっている。

## 栄典
位階
- 1887年（明治20年）9月21日 - 従六位[13]
- 1902年（明治35年）2月22日 - 正六位[14]

勲章等
- 1887年（明治20年）9月29日 - 金製黄綬褒章[15]
- 1906年（明治39年）4月1日 - 勲二等瑞宝章[16]
- 1911年（明治44年）8月24日 - 金杯一組[17]

## 親族

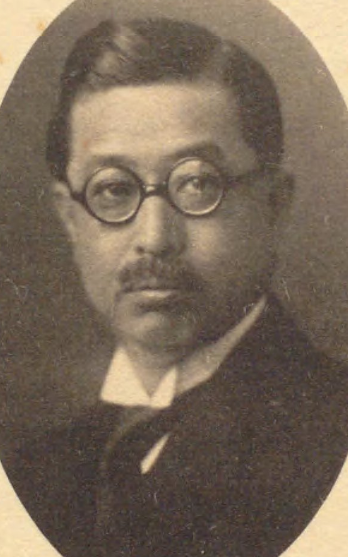
長男の2代目安田善次郎（安田善之助）

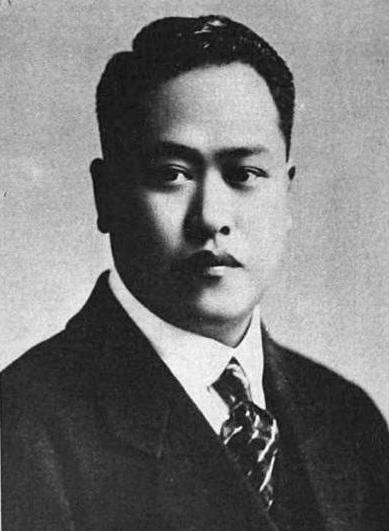
四男の安田善雄。竹廼舎2代目慎之介の養子となり、長じて安田系企業の重役に名を連ねた後、36歳で関東大震災で亡くなる。

遠祖は大陸から渡来し、公卿で著名な学者であった三善清行や鎌倉幕府執事の三善康信を輩出した。その末裔にあたる三善清雄が越中国婦負郡安田村に移り住み、姓を「安田」と名乗った。その三男である楠三郎（1711年 - 1784年）が、先祖三善氏の「善」から安田屋の善次郎と名乗り、富山城下の新町において商売を始めた。以降代々当主が「善次郎」を名乗った。
安田善次郎の父・善悦（1814年 - 1887年、のちの四代目善次郎）は、三代目に子供がなかったため、2歳の時に他家から入った養子だった。実父は亡くなっており、実母は兄を連れて再婚した。1848年に三代目が亡くなり、家督を継いで本名・政次郎より四代目の善次郎に改名（善悦は隠居後の名）。このころ商売の傍ら農業に従事していたが、富山藩下級武士の株を買って士籍に列した。
当記事の安田善次郎はその長男で、下に妹・常子、文子、清子がおり、それぞれ太田弥五郎（のちの安田弥五郎）、井上兵衛、河上房太郎（のちの安田忠兵衛）の妻となった。常子の子に安田善助 (2代目)、文子の子に安田善兵衛、清子の子に安田善弥。
善次郎の妻・房子は日本橋田所町の刷毛屋・藤田弥兵衛の四女で、1864年に結婚した。
善次郎が暗殺された後、長男の安田善之助が大正10年（1921年）に安田財閥の二代目安田善次郎を襲名して家督を継承した。二代目は書誌学にも造詣が深く、善本・稀覯本の蔵書家としても知られたが、収集した松廼舎（まつのや）文庫は関東大震災で、安田文庫は東京大空襲でそれぞれ焼失した。
三男に安田善五郎。四男に安田善雄。二女てる（暉子、1875年生）の婿に安田善三郎（伊臣忠一の子）。善三郎は善次郎の養子となったが、一族と確執が生まれ、のちに養子縁組を解消された。三女みね（1881年生）の夫に二代目安田善四郎。
二代目安田善次郎の長男・安田一（善次郎の孫）の時に財閥解体を迎えた。一の長男で現安田学園理事長で安田不動産顧問の安田弘は、善次郎の曾孫にあたる。
二女てると安田善三郎との娘・磯子は小野英二郎の息子・英輔と結婚し、その娘（善次郎の曾孫）には洋子（オノ・ヨーコ、前衛芸術家）と節子（世界銀行シニアアドバイザー・彫刻家）がいる。オノ・ヨーコはミュージシャンのジョン・レノンと結婚したが、二人の間に産まれたショーン・レノン（ミュージシャン）は善次郎の玄孫にあたる。また、片岡仁左衛門 (13代目)もてると善三郎の子だが、生まれてすぐに養子に出された。

## 人物
- 「五十、六十は鼻たれ小僧 男盛りは八、九十」は善次郎の言葉とされている。
- 自ら「勤倹堂実行道人」と称し他人からも守銭奴と評されたが[23]、見込みのある事業には徹底的に投資し、自らの哲学にかなう社会事業には寄付を惜しまなかった。
- 芝居・相撲見物、囲碁、馬術、書画骨董、菊作り、茶道と多くの趣味を持ち、同好の富豪や名士達とサロンを形成した。芸事も好み、能役者宝生九郎のパトロンとなって家族全員に謡曲を習わせている[23]。
- 茶人としても知られ、明治31年（1898年）、松浦詮(心月庵）が在京の華族､知名士等と設立した輪番茶事グループ「和敬会」の会員となる。会員は、青地幾次郎（湛海）・石黒忠悳（况翁）・伊藤雋吉（宗幽）・伊東祐麿（玄遠）・岩見鑑造（葎叟）・岡崎惟素（淵冲）・金澤三右衛門（蒼夫）・戸塚文海（市隠）・東胤城（素雲）・東久世通禧（古帆）・久松勝成（忍叟）・松浦恒（無塵）・三田葆光（櫨園）・三井高弘（松籟）の以上16人（後に益田孝（鈍翁）、高橋義雄（箒庵）が入会）で､世に「十六羅漢」と呼ばれた。

## 逸話
- 済生会のために百万円を寄付するように政府から求められたが、安田は三十万円しか寄付しなかった。そのせいで叙爵されなかった。
- 融資の判断をするために富士製鋼を視察した際に、安田は迎えの自動車を断って、本所横網町の邸宅から、早朝割引で品川まで市電に乗り、そこから自分が経営する京浜電車で川崎まで行った。昼食は持参した握り飯で済ませた。支出は市電の料金だけだった。
- 安田は、大洋丸で浅野総一郎とフィリピンまで船旅した時に、お付き合いで汽車の一等車に乗ったが、それ以外は一等車に乗ったことが無かった[24][25]。

## 伝記・小説
- 菊池暁汀『富の活動』（初版：大学館 明治44年刊） - 生前に善次郎が口述筆記させた自叙伝
「創業者を読む」（大和出版、1992年）で再刊、一部抜粋が「新・教養の大陸シリーズ『大富豪になる方法─無限の富を生み出す』」（幸福の科学出版、2013年）として刊行
- 矢野龍渓 『安田善次郎伝』（初版：安田保善社 大正14年刊） - 公的伝記
中公文庫（1979年）、復刻「人物で読む日本経済史 第10巻」（ゆまに書房、1998年）で再刊
- 由井常彦 『安田善次郎 果報は練って待て』 ミネルヴァ書房〈日本評伝選〉、2010年9月 - 著者は三井文庫常務理事・文庫長
- 北康利 『陰徳を積む 銀行王・安田善次郎』 新潮社、2010年8月
- 渡辺房男 『儲けすぎた男 小説・安田善次郎』 文藝春秋、2010年7月
- 砂川幸雄 『金儲けが日本一上手かった男 安田善次郎の生き方』 ブックマン社、2008年
- 江上剛 『成り上がり』 PHP研究所、2010年11月
- 原達郎『オノ・ヨーコの華麗な一族』柳川ふるさと塾（私家版）、2010年